# یواس‌اس مونتزوما (۱۷۹۸)
یواس‌اس مونتزوما (۱۷۹۸) (به انگلیسی: USS Montezuma (1798)) یک کشتی بود.